# Ordre des avocats de Toulouse
Barreau de Toulouse
Le barreau de Toulouse réunit l’ensemble des avocats du tribunal de grande instance de Toulouse. À Toulouse, en janvier 2017 et pour la première fois, sont à la tête de l’Ordre un bâtonnier, Nathalie Dupont, et un vice-bâtonnier, Erick Boyadjian.

## Histoire
Une ordonnance du 23 octobre 1274 reconnaît aux avocats la qualité de corps constitué : ils sont alors tenus d’être inscrits sur une liste. La première liste officielle conservée est celle de Paris et date de 1340.
Avec la création du Parlement du Languedoc en 1444, les renseignements sont plus complets, grâce notamment aux archives de la cour. Les registres d’arrêts rapportent la nomination des avocats, la cessation de leurs fonctions, leur remplacement et la discipline qui leur est imposée au palais.
Les affaires Martin Guerre (au XVIe siècle) et Calas (au XVIIIe siècle) marquent l'histoire du parlement.

### Révolution et période contemporaine
Les ordres d’avocats sont supprimés par la Révolution puis rétablis par Napoléon Ier le 14 décembre 1810.
Le 18 août 1811 se tient la première réunion du Conseil de l’Ordre présidée par Me Roucoule et composée de sept membres.
Au XIXe siècle, le barreau de Toulouse se réorganise et met en place des institutions dont le modèle se perpétue jusqu’à aujourd'hui : élection du Bâtonnier et du Conseil de l’Ordre, bibliothèque (1828), Conférence du Stage (1838) et Rentrée solennelle.  L’Ordre des avocats de Toulouse conserve également dans leur intégralité les registres des délibérations du conseil.
Au XXe siècle, le barreau de Toulouse accueille la première femme avocat à avoir plaidé devant une cour d’assises, Marguerite Dilhan, en 1903. En 1931, 65 femmes demandent leur inscription à Toulouse.

### Période récente
De quelques dizaines au milieu du XXe siècle, les avocats toulousains sont, en 2017, 1524 et forment le quatrième barreau de France.
En 2017, le barreau comptait 1524 avocats, de 20 nationalités différentes dont 607 hommes et 917 femmes. L’âge moyen des avocats y est de 43 ans et parmi les 1524, 393 sont associés, 632 exercent à titre libéral, 460 sont collaborateurs et 39 sont salariés.
En 2024, le Barreau de Toulouse a lancé, durant un mois, sa première campagne publicitaire avec 4 affiches qui faisaient référence à la pop-culture pour rappeler que tout le monde peut faire appel à un avocat. L'une des affiches évoquant la série à succès Narcos a fait polémique. La communauté colombienne et l'Ambassade de Colombie en France ont estimé que cette affiche pouvait être stigmatisante. À la suite de cette polémique, le Barreau de Toulouse a regretté que la communauté colombienne se soit sentie offensée par cette affiche. 

## Représentation nationale
Jean-Luc Forget, ancien bâtonnier, président honoraire de la Conférence des Bâtonniers, vice-président du conseil national des barreaux 2018 / 2020
Jean-Marie Bédry, ancien bâtonnier, membre du conseil national des barreaux de 2009 à 2014 (deux mandats), président de la Commission de la Formation
François Axisa, ancien bâtonnier, ancien vice-président de la conférence des bâtonniers.
Françoise Mathe, président de la commission Libertés et Droits de l'Homme du Conseil National des Barreaux
Pascal Saint Geniest, ancien bâtonnier, membre de la commission Règles et usages du Conseil national des barreaux
Bérengère Froger, Joëlle Glock, Pauline Le Bourgeois, avocats délégués de la CNBF (Caisse Nationale des Barreaux Français)

## Liste des bâtonniers
- 1811-1813 : Roucoule
- 1813-1814 : Jean-Baptiste Furgole
- 1814-1816 : Espinasse
- 1815-1818 : Bastoulh
- 1818-1819 : Dubernard
- 1819-1821 : Romiguieres
- 1821-1823 : Roucoule
- 1825-1827 : Laviguerie
- 1827-1829 : Louis Romiguieres
- 1829-1831 : Decamps d’Aurignac
- 1831-1833 : Romiguieres
- 1833-1835 : Lasalle
- 1835-1837 : Jean Gasc
- 1837-1839 : Philippe Féral
- 1839-1841 : Joseph Gautier
- 1841-1842 : Jean Gasc
- 1842-1844 : Henri Mazoyer
- 1844-1846 : Pierre Bahuaud
- 1846-1848 : Soueix
- 1848-1850 : Alexandre Fourtanier
- 1850-1852 : Philippe Feral
- 1852-1854 : Joseph Gautier
- 1854-1856 : Prosper Timbal
- 1856-1858 : Boisselet
- 1851-1860 : Alexandre Fourtanier
- 1860-1862 : Eugène Lauzeral
- 1862-1864 : Jules Rumeau
- 1864-1866 : Tournayré
- 1866-1868 : Joseph Gautier
- 1868-1870 : Alphonse de Grimal
- 1870-1872 : Jules Rumeau
- 1872-1874 : Tournayre
- 1874-1875 : Pierre Bahuaud
- 1875-1877 : Eugène Lauzeral
- 1877-1879 : Henri Ebelot
- 1879-1881 : Prosper Timbal
- 1881-1883 : Jacques-Bernard-Auguste Albert
- 1883-1885 : Vital Pillore
- 1885-1887 : Ernest Astrié-Rolland
- 1887-1889 : Paul Pujos
- 1889-1891 : Henri Favarel
- 1891-1993 : Auguste Massol
- 1893-1895 : Adrien de Laportaliere
- 1895-1897 : Léon Puget
- 1897-1899 : Henri Ebelot
- 1899-1901 : Joseph Laumond-Peyronnet
- 1901-1903 : Raymond Serville
- 1903-1905 : Albert Gamard-Clairin
- 1905-1907 : Roger Teullé
- 1907-1909 : Paul Désarnauts
- 1909-1911 : Louis Boscredon
- 1911-1913 : Eugène Pérès
- 1913-1919 : Joseph Peyrusse
- 1919-1920 : Jules Lafforgue
- 1920-1921 : Raymond Deyres
- 1921-1922 : Philippe Tribillac
- 1922-1923 : Paul Duserm
- 1923-1924 : Emile Hubert
- 1924-1925 : Raymond Boyer
- 1925-1926 : Joseph Soulié
- 1926-1927 : Gaston Frezouls
- 1927-1928 : Joseph Laporte
- 1928-1930 : Gabriel Timbal
- 1930-1932 : Jules Pigasse
- 1932-1934 : Charles Arnal
- 1934-1936 : Théodore Puntous
- 1937-1938 : André Haon
- 1939-1945 : Roger Basax
- 1945-1946 : René Pellefigue
- 1946-1947 : Jean Lanaspèze
- 1947-1948 : Louis Drevet
- 1948-1949 : Guillaume Dejean
- 1949-1950 : Léon Messaud
- 1950-1951 : Robert Cestan
- 1951-1952 : Henri Barthe
- 1953-1954 : Henri Dupeyron
- 1954-1956 : Léon Estingoy
- 1957-1958 : François Vignaux
- 1958-1960 : Yves Périssé
- 1960-1962 : Louis Remaury
- 1963-1964 : Paul Vacarie
- 1965-1966 : Marcel Dutot
- 1967-1968 : Maurice Duby
- 1969-1970 : Gabriel Marty
- 1971-1972 : Henri Escafit
- 1973-1974 : Paul Charrier
- 1975-1976 : Albert Viala
- 1977-1978 : Robert Rastoul
- 1979-1980 : Roger Merle
- 1981-1982 : Pierre Souquières
- 1983-1984 : Louis de Caunes
- 1985-1986 : Georges Boyer
- 1987-1988 : Georges de Capella
- 1989-1990 : Xavier Pech de Laclauze
- 1991-1992 : René Bouscatel
- 1993-1994 : Jean Henry Farné
- 1995-1996 : Jean-Paul Cottin
- 1997-1998 : Bertrand Désarnauts
- 1999-2000 : Monique Brocard
- 2001-2002 : Jean-Louis Matheu
- 2003-2004 : Jean-Luc Forget
- 2005-2006 : Thierry Carrère
- 2007-2008 : Jean-Marie Bédry
- 2009-2010 : François Axisa
- 2011-2012 : Pascal Saint Geniest
- 2013-2014 : Frédéric Douchez
- 2015-2016 : Anne Fauré
- 2017-2018 : Nathalie Dupont, bâtonnier et Erick Boyadjian, vice-bâtonnier
- 2019-2020 : Manuel Furet[21]
- 2021-2022 : Pierre Dunac, bâtonnier et Frédéric Langlois, vice-bâtonnier
- 2022-2023 : Caroline Marty-Daudibertières, bâtonnier et Thomas Neckebroeck, vice-bâtonnier